# Yuto Oshiro
Yuto Oshiro (大城 佑斗 Oshiro Yuto?, nacido el 19 de octubre de 1996 en Aichi) es un futbolista japonés que juega como delantero.
En 2019, Oshiro se unió al AC Nagano Parceiro de la J3 League.

## Trayectoria

### Clubes
| Club               | País  | Año    |
| ------------------ | ----- | ------ |
| AC Nagano Parceiro | Japón | 2019 - |

## Estadística de carrera

### J. League
| Club               | Año   | J. League | J. League | Copa J. League | Copa J. League | Total | Total |
| Club               | Año   | Part.     | Goles     | Part.          | Goles          | Part. | Goles |
| ------------------ | ----- | --------- | --------- | -------------- | -------------- | ----- | ----- |
| AC Nagano Parceiro | 2019  | 15        | 2         | -              | -              | 15    | 2     |
| Total              | Total | 15        | 2         | 0              | 0              | 15    | 2     |